# 狭叶乌蔹莓
狭叶乌蔹莓（学名：Cayratia mollissima var. lanceolata）为葡萄科乌蔹莓属下的一个变种。

## 扩展阅读
- 維基物種上的相關：狭叶乌蔹莓